# 29311 Lesire
29311 Lesire è un asteroide della fascia principale. Scoperto nel 1994, presenta un'orbita caratterizzata da un semiasse maggiore pari a 2,6778544 UA e da un'eccentricità di 0,2019819, inclinata di 14,50643° rispetto all'eclittica.